# Євле
Євле (швед. Gävle) — місто в Швеції, адміністративний центр лену Євлеборґ.

## Історія
Вперше Євле згадується як місто в офіційних книгах з історії в 1413, але магдебурзьке право Євле отримало тільки в 1446 році. У 1569 році пожежа знищила багато середньовічних пам'яток міста.
Багато років аж до початку XVIII століття Євле залишалося маленьким містечком. Більшість будівель залишалися дерев'яними, проте 1776 року сталася велика загальноміська пожежа і з того часу, будинки почали споруджувати у більшості кам'яні.
У червні 1945 року 800 радянських військовополонених переправилися з Осло в Євле, куди їх перевезли на борту човна «Альдебаран» через Балтійське море до Радянського Союзу.
У 1986 році внаслідок Чорнобильської катастрофи Євле зазнав сильного випадання радіонуклідів, що перевищує 185 кБк на квадратний метр. Вплив був набагато сильнішим, ніж в інших регіонах Західної Європи, і тому Євле став одним із найбільш постраждалих районів за межами Радянського Союзу.

## Євлеський цап
Історія євлеського цапа почалася 1966 року. Стігу Гавлену спала на думку ідея розмістити гігантську версію традиційного шведського різдвяного цапа із соломи на Слоттсторгет (Замкова площа) у центрі Євле. 1 грудня на площі було встановлено цапа заввишки 13 метрів, завдовжки 7 метрів та вагою 3 тонни. Опівночі напередодні Нового року цапа підпалили. З того часу цапа спалювали майже щороку. Спалювання цапа є незаконною дією і не вітається більшістю жителів Євле, але, безперечно, саме це зробило його знаменитим. У 2006 році цапа покрили вогнетривким покриттям для запобігання підпалу, що дозволило йому стояти всю зиму. Станом на грудень 2022 року 38 із 57 цапів було знищено або якимось чином пошкоджено.

## Спортивні клуби
- «Єфле» ІФ — футбол
- «Брюнес» ІФ — хокей, футбол
- «Гіллі» ІФ — футбол
- ІК «Гуґе» — футбол, хокей, флорбол
- «Шйотуллс» БК — футбол
- «Стремсбро» ІФ — футбол, бенді, хокей
- БК «Локе» — боротьба

## Міста-побратими
- Кельці  Польща
- Іст-Лондон  ПАР

## Відомі люди
- Клара Мей (* 1991) — шведська співачка і автор-виконавець.